# شهرك غربي
شهرك غربي هي قرية في مقاطعة بارس أباد، إيران. عدد سكان هذه القرية هو 1,425 في سنة 2006.